# Pobedim
Pobedim (allemand : Popudin, hongrois : Pobedény) est un village de Slovaquie situé dans la région de Trenčín à 100 km au nord-est de Bratislava.

## Histoire
La première mention écrite du village date de 1392. Pobedim est un site archéologique connu pour ses découvertes de l'âge du bronze, du temps des Romains et des Slaves. Un bourg du prince Pribina était présent au IXe siècle.

## Démographie

### Évolution de la population
| Année:               | 1994. | 2004.   | 2014.   | 2024.   |
| -------------------- | ----- | ------- | ------- | ------- |
| Nombre de personnes: | 1231  | 1218    | 1177    | 1111    |
| Différence:          |       | -1,05 % | -3,36 % | -5,60 % |

| Année:               | 2023. | 2024.   |
| -------------------- | ----- | ------- |
| Nombre de personnes: | 1128  | 1111    |
| Différence:          |       | -1,50 % |